# José Micael y Alfaro
José Micael Alfaro Serrano (Alcañiz, Teruel, 22 de marzo de 1595-Málaga, mayo de 1650) fue un escultor del barroco español del siglo XVII.

## Biografía
Bautizado con el nombre de Miguel José Alfaro Serrano, fue hijo de Jerónimo de Alfaro y Francisca Serrano, ambos vecinos de Alcañiz, municipio de la provincia de Teruel. Sus hermanos fueron Tomás, Jerónima, Úrsula y Asensión Alfaro Serrano. A la edad de 34 años, en 1629, se traslada a la ciudad de Málaga, viviendo en una casa arrendada al capitán Leonardo de Salazar y Arceniega, en la calle Santa María.
Falleció en 1650 a la edad de 55 años, posiblemente resentido de la mortífera epidemia de peste bubónica que azotó a la ciudad un año antes, y que casualmente fue esta epidemia la que erigió como Patrono y Protector al Santo Cristo de la Salud, esculpido por él mismo.
Tras la desaparición de la peste por intercesión de su ya milagrosa imagen, Micael anunció que su muerte estaba cerca. Al parecer esto respondía a la creencia extendida entre los imagineros de que quien labraba una talla milagrosa fallecía al poco tiempo. Sea inventiva popular o por pura aprensión del maestro, éste falleció, efectivamente justo un año después, recibiendo sepultura en la Iglesia parroquial de Santiago.

## Obras
En 1630 se registran sus primeras obras realizadas en la ciudad de Málaga, una talla de San Idelfonso y otra de Nuestra Señora de las Angustias, ambas para el municipio de Colmenar. Por la misma época aparece avecindado en la ciudad de Antequera trabajando en el convento de san Agustín, para una de cuyas capillas realizó varias imágenes y el adorno de yeserías.
En 1633, comienza un período de gran trabajo para Micael acreditándole de gran maestro. En este año esculpe un Cristo para la Cofradía del Santo Cristo de la Columna de la Iglesia de la Santísima Trinidad. Actualmente, esta imagen es la del Santo Cristo de la Salud, Patrón y Protector de la ciudad de Málaga, encontrándose en la iglesia de su mismo nombre en la Plaza de la Constitución. Este año también realizó un San Juan Evangelista y el 27 de diciembre se compromete en escritura a hacer un paso de la Entrada de Jesús en Jerusalén. Asimismo, para el municipio de El Borge, talla un Cristo crucificado y cuatro apóstoles, y para el municipio de Riogordo realiza unas andas.
En 1634, talla una imagen de Nuestra Señora del Rosario con un niño para el municipio de Monda. Para la Hermandad de la Limpia y Pura Concepción del Convento franciscano de San Luis el Real de Málaga, una imagen de la Coronación de Cristo sentado en una media columna, con tres sayones. En este mismo año, realiza una reforma a la Fuente de Génova sita en la Plaza de la Constitución, añadiéndole un cuerpo intermedio de estilo manierista con tres figuras acuáticas labradas en mármol, una de ellas Neptuno, y escudos reales y de la ciudad.
En 1636 labra tres imágenes procesionales, una del Señor, otra de la Virgen y la tercera de la mujer Verónica, además de un San Juan, para la Cofradía de Jesús Nazareno del municipio de Motril, Granada.
Intervino estos años en el retablo barroco que preside el Santuario de la Victoria de Málaga, ejecutado entre 1620 y 1661, junto a su discípulo Jerónimo Gómez de Hermosilla, el pintor Luis de Zayas y el autor del mismo, Luis Ortiz de Vargas.
En la mayoría de documentos registrados de su vida, de su actividad en el arte de la escultura y de sus obras, el propio artífice firma siempre José Micael o Michael, latinizando su segundo nombre, tal vez por costumbre o por ser más rítmico o eufónico al oído .

### Sillería del coro de la Catedral de Málaga
Alfaro intervino también en una de las principales obras de aquella época, la sillería del coro de la Catedral de Málaga. Continuó con los trabajos tras la marcha de su predecesor en 1638, el cazorlense Luis Ortiz de Vargas. Los bustos de santas y santos y la crestería del friso superior del ático, los relieves ornamentales y toda la talla del apostolado son obras suyas. El estilo de Micael en estas figuras se encuadra en un lenguaje manierista, con su habitual terribilità, cercano a la obra de Miguel Ángel Buonarroti, tanto en sus posturas como en el tratamiento del cabello y la barba. Además, para la ejecución de la galería iconográfica coral, el artista turolense tuvo muy presentes las desaparecidas figuras de los Apóstoles (ca. 1517), pintadas por el italiano Rafael Sanzio en algunos salones del Palacio Vaticano.
José Micael y Alfaro estuvo ocupado en este ambicioso proyecto hasta lograr culminar el testero frontal de la sillería del coro. La situación económica, la epidemia de 1649 y su propia muerte en 1650, obligaron a su paralización hasta que, en 1658, Pedro de Mena resultó elegido, mediante concurso, para suceder a Micael y rematar así, el programa escultórico restante.

### Discípulos
Micael tuvo en su taller a varios aprendices del arte escultórico destacando entre ellos a Jerónimo Gómez de Hermosilla (c. 1627-1719), escultor granadino afincado en Málaga y artífice de numerosos retablos e imágenes como la hechura del Santísimo Cristo de la Clemencia de la Iglesia de Santa María del Sagrario, los patronos San Ciriaco y Santa Paula de la Iglesia de los Santos Mártires o la Virgen de Belén del Santuario de la Victoria. Además de ser un alumno aventajado, Gómez de Hermosilla mantuvo una estrecha relación con su maestro ya que, en el segundo testamento de Micael, indicó que había de heredar a su muerte todas las herramientas de su arte.